# Икимени (Ботошани)
Икимени (рум. Ichimeni) насеље је у Румунији у округу Ботошани у општини Аврамени. Oпштина се налази на надморској висини од 126 m.

## Становништво
Према подацима из 2002. године у насељу је живело 191 становника, од којих су сви румунске националности.